# Alfonso de Molina
Alfonso de Molina (hrv. Alfons; 1202. — Salamanca, Španjolska, 6. siječnja 1272.) bio je leonski infant i gospodar Moline kao muž nasljednice de Moline.
Don Alfonso bio je sin Alfonsa IX., kralja Leona i Berengarije Kastiljske te unuk kralja Alfonsa VIII. Plemenitog. Kralj Ferdinand III. Sveti bio je Alfonsov brat.
Alfonso je opisan kao osoba mirne ćudi.
Alfonsova je prva supruga bila Mafalda González de Lara, dama Moline — preko braka je Alfonso postao gospodar Moline. Par je dobio sina Fernanda i kćer Blanku, nasljednicu Moline. Blanka se udala za Alfonsa Fernándeza (izvanbračni sin kralja Alfonsa X.). Nakon što je postao udovac, Alfonso de Molina oženio se damom Terezijom González de Larom, a par je imao kćer, Ivanu (Juana). Sa svojom trećom ženom, Mayor (gospa Menesesa), Alfonso de Molina imao je Alfonsa Télleza i Mariju, koja se udala za Sanča IV. Marija je postala kraljicom Kastilje i Leona kao supruga kralja Sanča.